# Paracladycnis vis
Paracladycnis vis là một loài nhện trong họ Pisauridae.
Loài này thuộc chi Paracladycnis. Paracladycnis vis được miêu tả năm 1979 bởi Blandin.